# Colombres (Ribadedeva)
Colombres es una parroquia asturiana del concejo de Ribadedeva, en el norte de España y una villa de dicha parroquia, que es además la capital del concejo.
La parroquia ocupa una extensión de 16,65 km² y en el año 2022 tenía una población empadronada de 1 325 habitantes en 915 viviendas. Limita al norte con el mar Cantábrico; al este con el municipio de Val de San Vicente, en Cantabria, a través del río Deva; al sur con la parroquia de Villanueva y al oeste con la parroquia de Noriega.
La villa de Colombres se sitúa a una altitud de 110 m s. n. m. y cuenta con una población de 868 habitantes.
Sus atractivos turísticos más notables son la Playa de La Franca, la Cueva del Pindal, el Faro de San Emeterio, muchas de sus edificaciones fruto de los indianos, y el Archivo de Indianos.
El nueve de septiembre de 2015 fue elegido, por el jurado de la Fundación Princesa de Asturias, Pueblo Ejemplar del Principado de Asturias tras imponerse a otras 17 candidaturas. Este galardón es entregado en persona por los reyes de España en la jornada siguiente a la entrega de los Premios Princesa de Asturias.

## Poblaciones de la parroquia
Según el nomenclátor de 2021, la parroquia comprende las poblaciones de:
- Bustio
- Colombres (villa y capital del concejo);
- La Franca
- Pimiango

## Población
La población actual es prácticamente la misma que reflejaban los censos de finales del siglo XIX, esta falta de crecimiento de la población esté muy relacionada con el fenómeno emigratorio.

## Pueblo Ejemplar de Asturias 2015
Colombres fue elegido, de entre 18 candidaturas, Pueblo Ejemplar de Asturias 2015 en la vigésimo sexta edición de este galardón.
El jurado encargado de la elección del galardón necesitó cuatro horas de deliberación para elegir a este pueblo del oriente de Asturias como ganador.

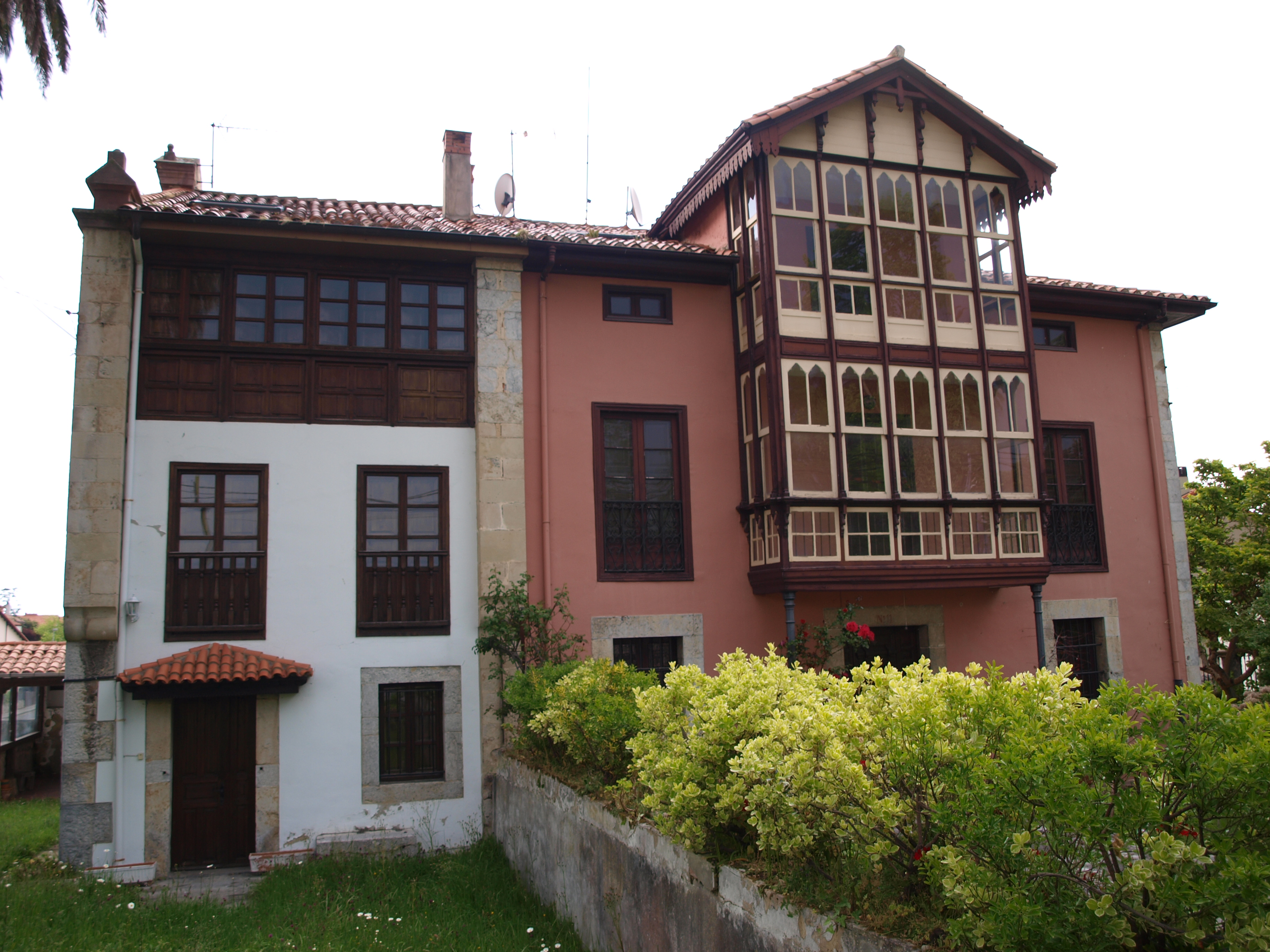
Casa de Colombres

El pueblo fue propuesto por Lidia Martínez, de la Comisión de fiestas de La Asunción, argumentando que uno de los principales atractivos de Colombres es la concentración de esencias históricas del oriente asturiano, desde el arte parietal, destacado por la cueva del Pindal hasta el legado arquitectónico indiano. Por otra parte, tras la emigración a América de los años 50 desde Ribadedeva, el pueblo se vio enriquecido con la vuelta de sus vecinos de aquel entonces, que ayudó a la transformación de este pueblo en un pequeño núcleo urbano en el que se construyeron escuelas, el ayuntamiento, el asilo de ancianos, la traída de agua, la electrificación, el cementerio, el ferrocarril, un balneario marítimo y otro de aguas termales, caminos, fuentes, telégrafo, alumbrado, una larga lista de equipamientos que transformaron la vida del concejo, hasta convertir a Colombres en un pueblo con los mismos servicios que una gran urbe.

## Villa de Colombres
El conjunto delimitado de la villa fue declarado bien de interés cultural en la categoría de conjunto histórico el 28 de agosto de 2013, en virtud de la arquitectura indiana con la que cuenta.

## Fiestas
Del 11 al 13 de julio es celebrada la Feria de Indianos